# Benedict Bamanya
 (mars 2023).
Benedict Bamanya Muanza mieux connu sous le nom de Benedict Bamanya, né le 4 janvier 1993 à Matadi au Bas-Congo (appelé Kongo-Central depuis 2015), est un artiste musicien gospel, auteur, compositeur et instrumentaliste congolais, basé à Lubumbashi en République démocratique du Congo,.

## Biographie

### Enfance et éducation
Benedict Bamanya est né le 4 janvier 1993 à Matadi, chef-lieu de la province du Kongo-Central, anciennement appelée Bas-Congo jusqu'en 2015, conformément de la nouvelle organisation territoriale de la République démocratique du Congo,. Fils de Bamanya Wetu Guillaume et de Ngimbi Lelo Nenette, il obtient une licence en informatique de gestion à l'Université protestante de Lubumbashi en 2018 avant de poursuivre son deuxième cycle universitaire en marketing digital et commerce international à l'Université Nouveaux Horizons de Lubumbashi dans le Haut-Katanga.

### Carrière musicale
Très tôt, à l’âge de dix ans, Benedict Bamanya commence sa carrière musicale en tant que chanteur dans une chorale de l'église Unité évangélique de Matadi. Influencé par la chanteuse belge d'orgine congolaise Amanda Malela, le pasteur congolais Moise Mbiye et le duo couple Athom's Mbuma et Nadège Mbuma, il enregistre sa première chanson de carrière "Medley" en 2019.
En 2022, il signe avec le label Groove Gospel Records un contrat de production et distribution et sort son premier projet, un extended play de cinq chansons intitulé ''Aujourd'hui'', le 30 septembre 2022,,.

## Discographie

### Maxi-single
- 2019 : Medley
- 2020 : Power session 1
- 2020 : Kita Na Kembo
- 2021 : Nouvelle personne
- 2021 : Yaya
- 2021 : Victorieux ft. Moise Matuta